# Fábrica de ordenação
Uma fábrica de ordenação é uma organização religiosa ou denominação em que a adesão pode ser obtida por meios triviais e todos os membros são qualificados para a auto-ordenação como um ministro da religião, bispo, sacerdote ou diácono sem qualquer pré-requisito de treinamento, trabalho, experiência, estudo de seminário ou outra qualificação. Em alguns casos, a ordenação pode ser obtida online ou por correio, simplesmente mediante o envio de um pedido e uma taxa nominal.
Nos últimos tempos, a ordenação online tornou-se cada vez mais popular como uma maneira rápida de uma pessoa se registrar para realizar um casamento para seus amigos ou colegas de trabalho.
A ideia não é nova; os arquivos de direitos autorais da Biblioteca do Congresso dos EUA listam uma reportagem do jornal de Camden, Nova Jersey, de 1927, sobre "Fabrica de ordenação clérigos feitos por encomenda por dois dólares em duas semanas". A Universal Life Church, fundada como a "Life Church" em 1959 por Kirby J. Hensley em Modesto, Califórnia, há muito tempo oferece ordenação por correio e está no centro de vários processos judiciais nos quais busca o mesmo reconhecimento de outras denominações  por motivos de liberdade religiosa. Em 1970, o Gabinete do Chefe dos Capelões do Exército dos Estados Unidos descreveu a Universal Life Church em Modesto como "como uma série de denominações de 'ordenação' semelhantes, não tem 'nenhuma doutrina tradicional' e 'ordenará qualquer pessoa, pelo resto da vida, por uma oferta voluntária'. As ofertas voluntárias da Universal Life Church incluem a quantia de zero dólar, e a igreja oferece materiais suplementares mediante o pagamento de uma taxa.

## Status legal
Uma ordenação obtida online ou pelo correio não garante necessariamente o acesso a estacionamento reservado para o clero, tratamento preferencial durante um recrutamento militar ou vantagens fiscais para indivíduos, apesar do aumento na demanda por ordenações dos Estados Unidos durante a Guerra do Vietnã. A igreja como uma organização pode se qualificar para registro como uma organização sem fins lucrativos para atividades especificamente relacionadas ao ministério religioso, um status que a igreja local ULC Modesto obteve do Internal Revenue Service dos Estados Unidos em alguns anos, mas não em outros.
Em 2014, Rodney Michael Rogers e os Ateus pelos Direitos Humanos, de Minneapolis, processaram o condado de Washington, Minnesota sob a proteção igual das leis e a cláusula de liberdade de expressão da Primeira Emenda, seu advogado alegou discriminação contra ateus ao afirmar que "quando o estatuto claramente permite o reconhecimento de um celebrante de casamento cujas credenciais religiosas consistem em nada mais do que vinte dólares de 'ordenação' obtida da Igreja do Monstro de Espaguete Voador [...] a exigência é absolutamente sem sentido em termos de garantir as qualificações de um celebrante de casamento". O caso acabou sendo julgado irrelevante quando "o condado de Washington mudou sua prática e prometeu que registraria as credenciais emitidas [pelos Ateus pelos Direitos Humanos] a partir dessa data".